# Monako na Letnich Igrzyskach Olimpijskich 1924
Monako na Letnich Igrzyskach Olimpijskich 1924 w Paryżu reprezentowało 6 zawodników, wyłącznie mężczyzn. Najmłodszym olimpijczykiem był strzelec Herman Schultz (23 lata 49 dni), a najstarszym Joseph Chiabaut (43 lata 301 dni), również strzelec.
Był to drugi start reprezentacji Monako na letnich igrzyskach olimpijskich.
Na igrzyskach w Paryżu, Monako zdobyło swój jedyny medal. Brązowy medal w olimpijskim konkursie sztuki i literatury zdobył Julien Médécin za projekt stadionu w Monte Carlo. Jednak medal ten nie jest wliczany do klasyfikacji medalowej wszech czasów.

## Lekkoatletyka
Mężczyźni
| Konkurencja   | Zawodnik       | Eliminacje | Eliminacje | Półfinały       | Półfinały       | Finał | Finał                    |
| Konkurencja   | Zawodnik       | Wynik      | Miejsce    | Wynik           | Miejsce         | Wynik | Miejsce                  |
| ------------- | -------------- | ---------- | ---------- | --------------- | --------------- | --- | ------------------------ |
| Skok w dal    | Gaston Médécin | 6,51 m     | 22.        | → Nie awansował | → Nie awansował | → Nie awansował | → Nie awansował          |
| Pięciobój     | Gaston Médécin |            |            |                 |                 | Skok w dal – 6,49 m Bieg na 200 m – 24,0 s Rzut dyskiem – 32,43 m Rzut oszczepem -DNF Bieg na 1500 m – DNF | 17. (po 3 konkurencjach) |
| Dziesięciobój | Gaston Médécin |            |            |                 |                 | Bieg na 100 m – 11,6 s Skok w dal – 6,52 m Pchnięcie kulą – 11,30 m Skok wzwyż – 1,60 m Bieg na 400 m – 53,0 s Bieg na 110 m przez płotki – 18,0 s Rzut dyskiem – 27,65 m Skok o tyczce – AC Rzut oszczepem – 30,68 m Bieg na 1500 m – 4:49,60 min | 20.                      |

## Strzelectwo
Mężczyźni
| Konkurencja                      | Zawodnik        | Wynik       | Miejsce |
| -------------------------------- | --------------- | ----------- | ------- |
| Karabin małokalibrowy leżąc 50 m | Victor Bonafède | 383 punkty  | 31.     |
| Karabin małokalibrowy leżąc 50 m | Herman Schultz  | 381 punktów | 36.     |
| Karabin małokalibrowy leżąc 50 m | Roger Abel      | 375 punktów | 45.     |
| Karabin małokalibrowy leżąc 50 m | Joseph Chiabaut | 361 punktów | 59.     |

## Żeglarstwo
| Konkurencja  | Zawodnik     | I seria eliminacyjna | I seria eliminacyjna | II seria eliminacyjna | II seria eliminacyjna | I półfinał            | I półfinał            | II półfinał           | II półfinał           | Sail-off              | Sail-off              | Finał                 | Finał                 | Klasyfikacja końcowa |
| Konkurencja  | Zawodnik     | Czas                 | Miejsce              | Czas                  | Miejsce               | Czas                  | Miejsce               | Czas                  | Miejsce               | Czas                  | Miejsce               | Czas                  | Miejsce               | Klasyfikacja końcowa |
| ------------ | ------------ | -------------------- | -------------------- | --------------------- | --------------------- | --------------------- | --------------------- | --------------------- | --------------------- | --------------------- | --------------------- | --------------------- | --------------------- | -------------------- |
| Jole 12 stóp | Émile Barral | 2-01:31              | 6.                   | DNF                   | AC                    | → Nie awansował dalej | → Nie awansował dalej | → Nie awansował dalej | → Nie awansował dalej | → Nie awansował dalej | → Nie awansował dalej | → Nie awansował dalej | → Nie awansował dalej | AC                   |